# راي (لاعب كرة قدم)
روبرتو برازيليرو سامبايو دي سوزا فييرا دي أوليفيرا (من مواليد 1965 في بيليم، البرازيل) لاعب كرة قدم برازيلي عرف بإسم «راي» اشتهر في تسعينيات القرن الماضي مع ساو باولو وانتقل إلى نادي باريس سان جيرمان الفرنسي، وكان قائد منتخب البرازيل بطل كأس العالم 1994، لكنه لم يظهر الإمكانيات المتوقعة منه، خلال تلك الكأس فكان أغلب المباريات احتياطي وحولت شارة القيادة للاعب دونغا، راي وهو الشقيق الأصغر للأسطورة البرازيلي سقراط نجم المنتخب البرازيلي في بطولتي كأس العالم 1982 و1986.

## روابط خارجية
- راي على موقع IMDb (الإنجليزية)
- راي على موقع ألو سيني (الفرنسية)
- راي على موقع قاعدة بيانات الفيلم (الإنجليزية)
- راي على موقع الاتحاد الدولي (مؤرشف)  (الإنجليزية)
- راي على موقع الاتحاد الأوربي (الإنجليزية)
- راي على موقع الاتحاد الأوربي (الإنجليزية)
- راي على موقع رابطة كرة القدم الفرنسية للمحترفين (الإنجليزية)
- راي على موقع قاعدة بيانات كرة القدم.إي يو (الإنجليزية)
- راي على موقع بيانات كرة القدم. دي إي (الألمانية)
- راي على موقع ليكيب (الفرنسية)
- راي على موقع ناشيونال فوتبول تيمز (الإنجليزية)
- راي على موقع عالم كرة القدم.نت (الإنجليزية)